# Perlenbach (Rur)
Der Perlenbach ist ein etwa achtzehn Kilometer langer, südlicher und rechter Nebenfluss der Rur im deutsch-belgischen Grenzgebiet bei Monschau und Bütgenbach.

## Geographie

### Verlauf
Der Perlenbach entspringt als Schwalmbach im Hohen Venn. Die Quelle des gänzlich im Naturpark Hohes Venn-Eifel verlaufenden Bachs liegt im Gemeindegebiet von Bütgenbach, vier Kilometer nördlich von Rocherath-Krinkelt auf dem belgischen Truppenübungsplatz Elsenborn auf etwa 600 m Höhe.
Der Schwalmbach fließt Richtung Westen und ändert nach etwa vier Kilometer seine Richtung nach Norden. Nach knapp sieben Kilometer Fließstrecke nimmt er von rechts den Krockesbach sowie wenige hundert Meter weiter am Aussichtsfelsen Bielei den Vokkesbach auf und wird im weiteren Verlauf nun Perlenbach genannt. Nach einem weiteren halben Kilometer mündet von rechts der Jägersief und markiert nun für einen halben Kilometer bis zur linken Einmündung des Heisterbachs die Grenze zwischen Belgien und Deutschland. In Deutschland durchfließt er die Naturschutzgebiete  Perlenbach-Fuhrtsbachtal-Talsystem und Unteres Perlenbachtal mit den Felsbildungen der Teufelsley, Engelsley, Bromelsley und Pferdeley. Der Perlenbach wird westlich von Höfen zwischen Fluss-km 3,8 und 2,3 zur Perlenbachtalsperre aufgestaut.
Schließlich erreicht der Perlenbach Monschau, wo er auf etwa 420 m Höhe in den dort von Westen kommenden Maas-Zufluss Rur bei Fluss-km 147,4 mündet.
Der 17,6 km lange Lauf des Perlenbachs endet ungefähr 180 Höhenmeter unterhalb seiner Quelle, er hat somit ein mittleres Sohlgefälle von etwa 10 ‰.

### Einzugsgebiet und Zuflüsse
Das Einzugsgebiet des Perlenbachs ist 62,638 km² groß und entwässert über Rur, Maas und Hollands Diep in die Nordsee.
| Stat. in km | Name                | GKZ       | Lage   | Länge in km | EZG in km² | MQ in l/s | Bemerkungen                                         |
| ----------- | ------------------- | --------- | ------ | ----------- | ---------- | --------- | --------------------------------------------------- |
| 015,30      | Kräbach             | 28214-112 | links0 | 003,9860    | 0004,9190  |           | in Deutschland Krachbach, mündet in den Schwalmbach |
| 013,60      | Drosbach            | 28214-12  | links0 | 003,8380    | 0005,6000  |           |                                                     |
| 012,00      | Büllinger Furtsbach | 282142    | links0 | 003,9290    | 0009,0610  |           |                                                     |
| 010,80      | Krockesbach         | 28214-32  | rechts | 004,1590    | 0006,2390  |           |                                                     |
| 010,60      | Vokkesbach          | 28214-3?? | rechts | 000,9000    |            |           | bis dort Schwalmbach                                |
| 009,60      | Jägersief           | 28214-4   | rechts | 001,7080    | 0000,9920  | 0024,810  | ab dort Perlbach                                    |
| 009,10      | Kackersief          | 28214-51? | rechts | 000,7000    |            |           |                                                     |
| 008,80      | Heisterbach         | 28214-52  | links0 | 001,9790    | 0001,9160  | 0048,230  |                                                     |
| 007,90      | Heisterbach         | 28214-54  | links0 | 001,1040    | 0000,6610  | 0016,270  |                                                     |
| 007,40      | Pfaffenborn         | 28214-56  | rechts | 000,8900    | 0000,5570  | 0011,220  |                                                     |
| 006,10      | Afterbach           | 28214-58  | links0 | 001,3240    | 0001,0030  | 0024,6000 |                                                     |
| 005,10      | Fuhrtsbach          | 28214-6   | rechts | 006,4570    | 0013,3430  | 0276,690  | Länge mit Oberlauf Wermessief                       |
| 004,70      | Wofelssief          | 28214-7?  | rechts | 000,6000    |            |           |                                                     |
| 003,20      | Römerbach           | 28214-8   | links0 | 001,9640    | 0003,1030  | 0078,620  |                                                     |
| 003,30      | Mertenssief         | 28214-9?  | rechts | 000,7000    |            |           |                                                     |
| 002,20      | Hasselbornbach      | 28214-992 | rechts | 000,7620    | 0000,6870  | 0016,020  |                                                     |
| 000,00      | Perlenbach          | 28214     |        | 017,6000    | 0062,6380  | 1485,0000 | mündet in die Rur                                   |

Anmerkungen zur Tabelle
1. ↑  Gewässerkennzahl, in Deutschland die amtliche Fließgewässerkennziffer mit zur besseren Lesbarkeit eingefügtem Trenner hinter dem Präfix, das einheitlich für den allen gemeinsamen Vorfluter Perlenbach steht.
2. 1 2 3 4  Eigenmessung der Länge
3. ↑  Auf manchen Karten erscheint der Name Perlenbach schon kurz nach der Mündung des Vokkesbachs
4. ↑  Die Daten des Perlenbachs zum Vergleich

## Perlenbachtal
Zur Kulturgeschichte und zum Bachnamen siehe